# Megachoriolaus clarkei
Megachoriolaus clarkei is een keversoort uit de familie van de boktorren (Cerambycidae). De wetenschappelijke naam van de soort werd voor het eerst geldig gepubliceerd in 2008 door Monné M. L. & Monné M. A..